# Gauss' lov
 For alternative betydninger, se Gauss' lov (flertydig). (Se også artikler, som begynder med Gauss' lov)
Gauss' lov udtrykker sammenhængen mellem elektrisk ladning og det elektriske felter, og den er en af Maxwells ligninger. Denne kan udtrykkes på integralform således:
{\displaystyle \oint _{S}\mathbf {E} \cdot d\mathbf {A} ={\frac {q_{\text{enc}}}{\varepsilon _{0}}}}
I matematisk terminologi er integralet af {\displaystyle \mathbf {E} }-feltet over en lukket flade proportionel med den omsluttede ladning {\displaystyle q_{\text{enc}}}. Ladningen er ladningstætheden {\displaystyle \rho (\mathbf {r} ,t)} integreret over det omsluttede volumen
{\displaystyle q_{\text{enc}}=\int _{V}\rho (\mathbf {r} )dV.}
Jf. divergens-teoremet er integralformen ækvivalent med divergensen af {\displaystyle \mathbf {E} }-feltet lig den lokale ladningstæthed divideret med vakuumpermittiviteten {\displaystyle \varepsilon _{0}}. Dette kan skrives som:
{\displaystyle \nabla \cdot \mathbf {E} ={\frac {\rho }{\varepsilon _{0}}}}
Coulombs lov er fysisk identisk med Gauss' lov.

## Eksempel: Punktladning
For en positiv ladning {\displaystyle q} peger det elektriske felt væk fra ladningen lige meget i alle retninger, mens det for {\displaystyle -q} vil pege ind mod ladning. Der er altså tale om sfærisk symmetri, så derfor vælges en sfærisk skal som lukket flade med ladningen i centrum. Nu peger feltet vinkelret ud af skallen i samme retning som de infinitesimale arealer, hvilket giver gør, at begge størrelse kan behandles som skalare. Dvs:
{\displaystyle \oint _{S}E\cdot dA={\frac {q}{\varepsilon _{0}}}}
Det elektrisk felt er lige stort i alle retninger, så det er en konstant faktor, som kan sættes uden for integrationstegnet.
{\displaystyle \Phi _{E}=E\oint _{S}\cdot dA=EA={\frac {q}{\varepsilon _{0}}}}
Arealet er overfladearealet af en kugle er givet ved
{\displaystyle A=4\pi r^{2}}
hvor {\displaystyle r} er sfærens radius, hvilket også er afstanden til ladningen. Dette indsættes:
{\displaystyle E4\pi r^{2}={\frac {q}{\varepsilon _{0}}}}
Det elektriske felt kan nu isoleres:
{\displaystyle E={\frac {1}{4\pi \varepsilon _{0}}}\cdot {\frac {q}{r^{2}}}}
Det elektriske felt fra en punktladning {\displaystyle q} falder altså med afstanden i anden. Kraften på en anden punktladning {\displaystyle Q} er dermed:
{\displaystyle F=QE={\frac {1}{4\pi \varepsilon _{0}}}\cdot {\frac {qQ}{r^{2}}}}
Denne sidste sammenhæng er kendt som Coulombs lov.